# Панозеро (деревня)
Па́нозеро (карел. Puanajärvi) — старинная карельская деревня в составе Кривопорожского сельского поселения Кемского района Республики Карелия, комплексный памятник истории. Исторически деревне предшествует Панозерский погост, состоявший из двух деревень: Погосская (северная часть берега реки Кемь) и Мандерская (южная его часть)

## География
Расположена на острове и южном берегу реки Кемь в 1,5 км к западу от озера Паноярви. Единственное в Беломорской Карелии крупное собственно карельское поселение, сохранившее исторически сложившуюся планировку и элементы застройки.

## Население
| 2002 | 2009 | 2010 | 2013 |
| ---- | ---- | ---- | ---- |
| 89   | ↘56  | ↗59  | ↘52  |

## История
Первые поселенцы появились в начале XVI века. Поселение являлось центром Панозерского погоста в составе Лопских погостов.
В 1596 году была возведена приходская церковь во имя пророка Ильи. По преданию, местный житель Мотан Маловец пешком ходил в Киев за необходимой для новой церкви утварью. В 1660 году церковь сгорела, затем Русско-Шведская война разорила погост, в 1918 году Панозеро пережило вторжение финских войск. В 1933 году церковь была превращена в клуб, утратила шатёр и восьмерик и была покрыта двускатной крышей.
Наличие в Панозере церкви, посвящённой святому Илье, предопределило престольный праздник поселения — Ильин день, 2 августа по новому стилю. Из воспоминаний жительниц деревни следует, что в этот день село наводнялось празднично одетыми людьми, собирающимися со всей округи. Кто-то приходил пешком, кто-то на лодках, чаще приходили к родственникам, но даже если таковых не было, жители села принимали у себя незнакомых. Праздник начинался с посещения церкви, затем садились за столы, в центре села была организована площадка для игр и танцев, после небольшого перерыва гуляния продолжались вечером. На следующий день центр гуляний перемещался на другой берег села и сопровождался танцами и пением.

## Культура
Панозеро было трижды включено (в 1996—1997, 1998—1999 и 2000—2001 годах) фондом «World Monuments Watch» в список ста памятников мировой культуры, находящихся под угрозой уничтожения.
В архитектурных памятниках наиболее ярко прослеживается взаимовлияние карельских и русских строительных традиций. В Панозере можно увидеть характерные для северных карел дома — комплексы, которые объединяют под своей крышей жилые и хозяйственные помещения.
В 2005 году деревне присудили медаль «Наша Европа» (Europa Nostra) за развитие и сохранение европейского культурного наследия.
В настоящее время в деревне ежегодно проводится фольклорный праздник «Панозеро — жемчужина севера».

## Памятники
В 2006 году в Панозере был открыт памятный знак «Символ чести». Томас Виллох — норвежский архитектор, представитель Европейской федерации по охране художественных, природных, исторических памятников и достопримечательностей Europa Nostra передал памятный знак жителям Панозера.